# Берендт, Уве
У́ве Бе́рендт (нем. Uwe Behrendt; 1 апреля 1952, Пёснек — 16 сентября 1981, Ливан) — немецкий неонацист и антисемит, обвинявшийся в убийстве председателя еврейской общины Нюрнберга Шломо Левина и его жены Фриды Пошке.

## Биография

### Ранние годы
Уроженец ГДР, города Пёснек. Окончил школу в 1970 году. В 1973 году попытался бежать из ГДР, за что был приговорён к 11 месяцам тюрьмы в Котбусе и штрафу в размере 50 тысяч марок. 24 июля 1974 года депортирован в ФРГ. Учился в университетах Ульма, Эрлангена и Тюбингена по специальностям «геология», «германистика» и «медицина», совершал путешествия в Южно-Африканский Союз и Родезию, где наладил контакты с бандами неонацистов и расистов. В 1976 году был избран во главе студенческого совета Тюбингенского университета. В июне 1976 года поступил в Высшую политическую школу Немецкого студенческого братства (нем. Hochschulpolitischen Ausschuss der Deutschen Burschenschaften). Состоял в военно-спортивной группе неонациста Карла-Хайнца Гофмана.

### Убийство Левина и Пошке и бегство в Ливан
19 декабря 1980 года Берендт ворвался в дом Шломо Левина, бывшего главы еврейской общины Нюрнберга, и его жены Фриды Пошке, расстреляв обоих из автомата. Ещё до этого Левин неоднократно подвергал критике группу Гофмана и призывал Федеральные службы ликвидировать её. Однако Гофман сумел сжечь одежду на месте преступления и уничтожить все доказательства причастности, прикрыв Берендта и взяв вину на себя. Уве Берендт, проживавший в замке Эрмройт, вскоре бежал в Ливан, где установил связь с движением ФАТХ. В Ливане члены банды Берендта зачастую подвергались жестокому обращению и пыткам: так, бесследно исчез Кай Уве Бергманн.

### Смерть и расследование
16 сентября 1981 Берендт покончил с собой в ливанском военном лагере. Спустя три недели должен был начаться судебный процесс, однако в итоге вину ни Гофмана, ни Берендта не доказали — несмотря на показания свидетелей из группы Гофмана против своего руководителя, Гофман был оправдан. Найденные на месте преступления очки Гофмана не убедили следствие в его причастности.